# Engraulicypris sardella
La sardina del Malawi (Engraulicypris sardella) è un pesce africano d'acqua dolce appartenente alla famiglia dei Cyprinidae. Si tratta di una specie endemica del lago Malawi nonché del suo emissario, il fiume Shire, dove rappresenta una importante risorsa economica per le popolazioni che vivono lungo le sponde, da cui è utilizzato come esca o come fonte di cibo.

## Biologia
Animale pelagico, vive in banchi piuttosto dispersi (noti come shoal in lingua inglese) sia lungo le coste del lago che più al largo. Si nutre esclusivamente di zooplancton. La riproduzione avviene durante tutto l'anno in siti riproduttivi non ancora noti; a causa dell'assenza di uova, è da escludere comunque la zona pelagica più distante dalla riva.
Al massimo può raggiungere una lunghezza di 13 cm, anche se raramente supera i 10 cm.